# Wings/Diskografie
Diese Diskografie ist eine Übersicht über die musikalischen Werke der britischen Rockband Wings und ihrer Pseudonyme The Country Hams und Suzy and the Red Stripes. Den Quellenangaben und Schallplattenauszeichnungen zufolge hat sie bisher mehr als 32,4 Millionen Tonträger verkauft, davon allein in der Heimat über 7,4 Millionen. Ihre erfolgreichste Veröffentlichung ist das dritte Studioalbum Band on the Run mit über 8,2 Millionen verkauften Einheiten.

## Alben

### Studioalben
| Jahr | Titel Musiklabel                             | Höchstplatzierung, Gesamtwochen/‑monate, AuszeichnungChartplatzierungen (Jahr, Titel, Musiklabel, Platzierungen, Wochen/Monate, Auszeichnungen, Anmerkungen) | Höchstplatzierung, Gesamtwochen/‑monate, AuszeichnungChartplatzierungen (Jahr, Titel, Musiklabel, Platzierungen, Wochen/Monate, Auszeichnungen, Anmerkungen) | Höchstplatzierung, Gesamtwochen/‑monate, AuszeichnungChartplatzierungen (Jahr, Titel, Musiklabel, Platzierungen, Wochen/Monate, Auszeichnungen, Anmerkungen) | Höchstplatzierung, Gesamtwochen/‑monate, AuszeichnungChartplatzierungen (Jahr, Titel, Musiklabel, Platzierungen, Wochen/Monate, Auszeichnungen, Anmerkungen) | Höchstplatzierung, Gesamtwochen/‑monate, AuszeichnungChartplatzierungen (Jahr, Titel, Musiklabel, Platzierungen, Wochen/Monate, Auszeichnungen, Anmerkungen) | Anmerkungen                                                  |
| Jahr | Titel Musiklabel                             | DE | AT | CH | UK | US | Anmerkungen                                                  |
| ---- | -------------------------------------------- | --- | --- | --- | --- | --- | ------------------------------------------------------------ |
| 1971 | Wild Life Apple Records (EMI)                | DE47 (5 Wo.)DE | — | CH88 (1 Wo.)CH | UK11 (9 Wo.)UK | US10 Gold · (19 Wo.)US | Erstveröffentlichung: 7. Dezember 1971 Verkäufe: + 550.000   |
| 1973 | Red Rose Speedway Apple Records (EMI)        | DE56 (1 Wo.)DE | — | CH89 (1 Wo.)CH | UK5 Gold · (16 Wo.)UK | US1 Gold · (32 Wo.)US | Erstveröffentlichung: 30. April 1973 Verkäufe: + 1.600.000   |
| 1973 | Band on the Run Apple Records (EMI)          | DE15 (46 Wo.)DE | AT29 (1 Wo.)AT | CH22 (1 Wo.)CH | UK1 ×2Platin + Doppelgold (Remastered/Archive Collection) · (135 Wo.)UK                                                                                      | US1 ×3Dreifachplatin · (161 Wo.)US | Erstveröffentlichung: 5. Dezember 1973 Verkäufe: + 8.262.000 |
| 1975 | Venus and Mars Capitol Records (EMI)         | DE11 (21 Wo.)DE | — | — | UK1 Platin · (31 Wo.)UK | US1 Platin · (79 Wo.)US | Erstveröffentlichung: 27. Mai 1975 Verkäufe: + 1.400.000     |
| 1976 | Wings at the Speed of Sound Parlophone (EMI) | DE32 (7 Mt.)DE | — | — | UK2 Gold · (36 Wo.)UK | US1 Platin · (53 Wo.)US | Erstveröffentlichung: 25. März 1976 Verkäufe: + 1.200.000    |
| 1978 | London Town Parlophone (EMI)                 | DE6 Gold · (20 Wo.)DE | AT4 (5 Mt.)AT | — | UK4 Gold · (23 Wo.)UK | US2 Platin · (28 Wo.)US | Erstveröffentlichung: 31. März 1978 Verkäufe: + 1.550.000    |
| 1979 | Back to the Egg Parlophone (EMI)             | DE16 (12 Wo.)DE | AT12 (2 Mt.)AT | — | UK6 Gold · (15 Wo.)UK | US8 Platin · (24 Wo.)US | Erstveröffentlichung: 8. Juni 1979 Verkäufe: + 1.300.000     |
| 2024 | One Hand Clapping Capitol Records (UMG)      | DE4 (2 Wo.)DE | AT8 (2 Wo.)AT | CH11 (1 Wo.)CH | UK10 (1 Wo.)UK | US74 (1 Wo.)US | Erstveröffentlichung: 14. Juni 2024                          |

grau schraffiert: keine Chartdaten aus diesem Jahr verfügbar

### Livealben
| Jahr | Titel Musiklabel                    | Höchstplatzierung, Gesamtwochen/‑monate, AuszeichnungChartplatzierungen (Jahr, Titel, Musiklabel, Platzierungen, Wochen/Monate, Auszeichnungen, Anmerkungen) | Höchstplatzierung, Gesamtwochen/‑monate, AuszeichnungChartplatzierungen (Jahr, Titel, Musiklabel, Platzierungen, Wochen/Monate, Auszeichnungen, Anmerkungen) | Höchstplatzierung, Gesamtwochen/‑monate, AuszeichnungChartplatzierungen (Jahr, Titel, Musiklabel, Platzierungen, Wochen/Monate, Auszeichnungen, Anmerkungen) | Höchstplatzierung, Gesamtwochen/‑monate, AuszeichnungChartplatzierungen (Jahr, Titel, Musiklabel, Platzierungen, Wochen/Monate, Auszeichnungen, Anmerkungen) | Höchstplatzierung, Gesamtwochen/‑monate, AuszeichnungChartplatzierungen (Jahr, Titel, Musiklabel, Platzierungen, Wochen/Monate, Auszeichnungen, Anmerkungen) | Anmerkungen                                                   |
| Jahr | Titel Musiklabel                    | DE | AT | CH | UK | US | Anmerkungen                                                   |
| ---- | ----------------------------------- | --- | --- | --- | --- | --- | ------------------------------------------------------------- |
| 1976 | Wings over America Parlophone (EMI) | DE9 (5 Mt.)DE | AT12 (13 Wo.)AT | — | UK8 Gold · (23 Wo.)UK | US1 Platin · (90 Wo.)US | Erstveröffentlichung: 10. Dezember 1976 Verkäufe: + 1.200.000 |

grau schraffiert: keine Chartdaten aus diesem Jahr verfügbar

### Kompilationen
| Jahr | Titel Musiklabel                            | Höchstplatzierung, Gesamtwochen, AuszeichnungChartplatzierungen (Jahr, Titel, Musiklabel, Platzierungen, Wochen, Auszeichnungen, Anmerkungen) | Höchstplatzierung, Gesamtwochen, AuszeichnungChartplatzierungen (Jahr, Titel, Musiklabel, Platzierungen, Wochen, Auszeichnungen, Anmerkungen) | Höchstplatzierung, Gesamtwochen, AuszeichnungChartplatzierungen (Jahr, Titel, Musiklabel, Platzierungen, Wochen, Auszeichnungen, Anmerkungen) | Höchstplatzierung, Gesamtwochen, AuszeichnungChartplatzierungen (Jahr, Titel, Musiklabel, Platzierungen, Wochen, Auszeichnungen, Anmerkungen) | Höchstplatzierung, Gesamtwochen, AuszeichnungChartplatzierungen (Jahr, Titel, Musiklabel, Platzierungen, Wochen, Auszeichnungen, Anmerkungen) | Anmerkungen                                                  |
| Jahr | Titel Musiklabel                            | DE | AT | CH | UK | US | Anmerkungen                                                  |
| ---- | ------------------------------------------- | --- | --- | --- | --- | --- | ------------------------------------------------------------ |
| 1978 | Wings Greatest Parlophone (EMI)             | DE18 (14 Wo.)DE | — | — | UK5 Platin · (32 Wo.)UK | US29 Platin · (18 Wo.)US | Erstveröffentlichung: 2. November 1978 Verkäufe: + 1.450.000 |
| 2001 | Wingspan: Hits and History Parlophone (EMI) | DE20 (5 Wo.)DE | AT28 (4 Wo.)AT | — | UK5 Gold · (7 Wo.)UK | US2 ×2Doppelplatin · (14 Wo.)US | Erstveröffentlichung: 4. Mai 2001 Verkäufe: + 2.142.500      |

grau schraffiert: keine Chartdaten aus diesem Jahr verfügbar

## Singles
| Jahr | Titel Album                                                      | Höchstplatzierung, Gesamtwochen/‑monate, AuszeichnungChartplatzierungen (Jahr, Titel, Album, Platzierungen, Wochen/Monate, Auszeichnungen, Anmerkungen) | Höchstplatzierung, Gesamtwochen/‑monate, AuszeichnungChartplatzierungen (Jahr, Titel, Album, Platzierungen, Wochen/Monate, Auszeichnungen, Anmerkungen) | Höchstplatzierung, Gesamtwochen/‑monate, AuszeichnungChartplatzierungen (Jahr, Titel, Album, Platzierungen, Wochen/Monate, Auszeichnungen, Anmerkungen) | Höchstplatzierung, Gesamtwochen/‑monate, AuszeichnungChartplatzierungen (Jahr, Titel, Album, Platzierungen, Wochen/Monate, Auszeichnungen, Anmerkungen) | Höchstplatzierung, Gesamtwochen/‑monate, AuszeichnungChartplatzierungen (Jahr, Titel, Album, Platzierungen, Wochen/Monate, Auszeichnungen, Anmerkungen) | Anmerkungen                                                     |
| Jahr | Titel Album                                                      | DE | AT | CH | UK | US | Anmerkungen                                                     |
| ---- | ---------------------------------------------------------------- | --- | --- | --- | --- | --- | --------------------------------------------------------------- |
| 1972 | Give Ireland Back to the Irish Wild Life (Deluxe Edition)        | — | — | — | UK16 (8 Wo.)UK | US21 (8 Wo.)US | Erstveröffentlichung: 18. Februar 1972                          |
| 1972 | Mary Had a Little Lamb Red Rose Speedway (Deluxe Edition)        | — | — | — | UK9 (11 Wo.)UK | US28 (7 Wo.)US | Erstveröffentlichung: 12. Mai 1972                              |
| 1972 | Hi, Hi, Hi Red Rose Speedway (Deluxe Edition)                    | DE16 (17 Wo.)DE | — | — | UK5 (13 Wo.)UK | US10 (11 Wo.)US | Erstveröffentlichung: 31. Oktober 1972                          |
| 1973 | My Love Red Rose Speedway                                        | DE43 (1 Wo.)DE | — | — | UK9 (11 Wo.)UK | US1 Gold · (18 Wo.)US | Erstveröffentlichung: 23. März 1973 Verkäufe: + 1.000.000       |
| 1973 | Live and Let Die Red Rose Speedway (Deluxe Edition)              | DE31 (6 Wo.)DE | — | — | UK9 (14 Wo.)UK | US2 Gold · (14 Wo.)US | Erstveröffentlichung: 1. Juni 1973 Verkäufe: + 1.200.000        |
| 1973 | Helen Wheels Band on the Run (US-Version / Special Edition)      | DE33 (3 Wo.)DE | — | — | UK12 (12 Wo.)UK | US10 (13 Wo.)US | Erstveröffentlichung: 19. Oktober 1973                          |
| 1974 | Mrs. Vandebilt Band on the Run                                   | DE33 (2 Wo.)DE | — | — | — | — | Erstveröffentlichung: 12. Januar 1974                           |
| 1974 | Jet Band on the Run                                              | DE6 (18 Wo.)DE | — | — | UK7 Gold · (9 Wo.)UK | US7 (14 Wo.)US | Erstveröffentlichung: 28. Januar 1974 Verkäufe: + 500.000       |
| 1974 | Band on the Run                                                  | DE22 (9 Wo.)DE | — | — | UK3 Gold · (11 Wo.)UK | US1 Gold · (18 Wo.)US | Erstveröffentlichung: 8. April 1974 Verkäufe: + 1.530.000       |
| 1974 | Walking in the Park with Eloise Venus and Mars (Deluxe Edition)  | — | — | — | — | — | Erstveröffentlichung: 18. Oktober 1974 als The Country Hams     |
| 1974 | Junior’s Farm/Sally G Venus and Mars (Deluxe Edition)            | — | — | — | UK16 (10 Wo.)UK | US3 (17 Wo.)US | Erstveröffentlichung: 25. Oktober 1974                          |
| 1975 | Listen to What the Man Said Venus and Mars                       | DE42 (1 Wo.)DE | — | — | UK6 (8 Wo.)UK | US1 Gold · (14 Wo.)US | Erstveröffentlichung: 16. Mai 1975 Verkäufe: + 1.000.000        |
| 1975 | Letting Go Venus and Mars                                        | — | — | — | UK41 (3 Wo.)UK | US39 (6 Wo.)US | Erstveröffentlichung: 5. September 1975                         |
| 1975 | Venus and Mars/Rock Show Venus and Mars                          | — | — | — | — | US12 (9 Wo.)US | Erstveröffentlichung: 27. Oktober 1975                          |
| 1976 | Silly Love Songs Wings at the Speed of Sound                     | DE14 (13 Wo.)DE | — | — | UK2 Silber · (11 Wo.)UK | US1 Gold · (19 Wo.)US | Erstveröffentlichung: 25. März 1976 Verkäufe: + 1.250.000       |
| 1976 | Let ’Em In Wings at the Speed of Sound                           | DE29 (4 Wo.)DE | — | — | UK2 Silber · (10 Wo.)UK | US3 Gold · (16 Wo.)US | Erstveröffentlichung: 28. Juni 1976 Verkäufe: + 1.250.000       |
| 1977 | Maybe I’m Amazed (Live) Wings over America                       | — | — | — | UK28 (28 Wo.)UK | US10 (13 Wo.)US | Erstveröffentlichung: 25. Januar 1977                           |
| 1977 | Seaside Woman Wide Prairie                                       | — | — | — | — | US59 (5 Wo.)US | Erstveröffentlichung: 31. Mai 1977 als Suzy and the Red Stripes |
| 1977 | Mull of Kintyre/Girls’ School a Wings Greatest                   | DE1 Gold · (31 Wo.)DE | AT1 (5 Mt.)AT | CH1 (18 Wo.)CH | UK1 ×2Doppelplatin · (17 Wo.)UK | US33 a (11 Wo.)US | Erstveröffentlichung: 11. November 1977 Verkäufe: + 2.440.000   |
| 1978 | With a Little Luck London Town                                   | DE17 (13 Wo.)DE | AT19 (2 Mt.)AT | CH11 (7 Wo.)CH | UK5 Silber · (9 Wo.)UK | US1 (18 Wo.)US | Erstveröffentlichung: 20. März 1978 Verkäufe: + 250.000         |
| 1978 | I’ve Had Enough London Town                                      | — | — | — | UK42 (7 Wo.)UK | US25 (11 Wo.)US | Erstveröffentlichung: 12. Juni 1978                             |
| 1978 | London Town                                                      | — | — | — | UK60 (4 Wo.)UK | US39 (8 Wo.)US | Erstveröffentlichung: 21. August 1978                           |
| 1979 | Goodnight Tonight Wingspan: Hits and History                     | DE34 (10 Wo.)DE | — | — | UK5 Silber · (10 Wo.)UK | US5 Gold · (16 Wo.)US | Erstveröffentlichung: 16. März 1979 Verkäufe: + 1.300.000       |
| 1979 | Old Siam, Sir Back to the Egg                                    | — | — | — | UK35 (6 Wo.)UK | — | Erstveröffentlichung: 1. Juni 1979                              |
| 1979 | Getting Closer Back to the Egg                                   | — | — | — | UK60 (3 Wo.)UK | US20 (10 Wo.)US | Erstveröffentlichung: 5. Juni 1979                              |
| 1979 | Arrow Through Me Back to the Egg                                 | — | — | — | — | US29 (10 Wo.)US | Erstveröffentlichung: 14. August 1979                           |
| 1979 | Rockestra Theme Back to the Egg                                  | — | — | — | — | — | Erstveröffentlichung: 7. November 1979                          |
| 2016 | 1985 –                                                           | — | — | — | — | — | Erstveröffentlichung: 13. Mai 2016 mit Timo Maas & James Teej   |
| 2018 | Best Friend (Live in Antwerp) Red Rose Speedway (Deluxe Edition) | — | — | — | — | — | Erstveröffentlichung: 30. November 2018                         |
| 2024 | Hi, Hi, Hi / Junior’s Farm One Hand Clapping                     | — | — | — | — | — | Erstveröffentlichung: 17. Mai 2024                              |

grau schraffiert: keine Chartdaten aus diesem Jahr verfügbar

## Videoalben und Musikvideos

### Videoalben
| Jahr | Titel Musiklabel                                               | Höchstplatzierung, Gesamtwochen, AuszeichnungChartplatzierungen (Jahr, Titel, Musiklabel, Platzierungen, Wochen, Auszeichnungen, Anmerkungen) | Höchstplatzierung, Gesamtwochen, AuszeichnungChartplatzierungen (Jahr, Titel, Musiklabel, Platzierungen, Wochen, Auszeichnungen, Anmerkungen) | Höchstplatzierung, Gesamtwochen, AuszeichnungChartplatzierungen (Jahr, Titel, Musiklabel, Platzierungen, Wochen, Auszeichnungen, Anmerkungen) | Höchstplatzierung, Gesamtwochen, AuszeichnungChartplatzierungen (Jahr, Titel, Musiklabel, Platzierungen, Wochen, Auszeichnungen, Anmerkungen) | Höchstplatzierung, Gesamtwochen, AuszeichnungChartplatzierungen (Jahr, Titel, Musiklabel, Platzierungen, Wochen, Auszeichnungen, Anmerkungen) | Anmerkungen                                                                |
| Jahr | Titel Musiklabel                                               | DE | AT | CH | UK | US | Anmerkungen                                                                |
| ---- | -------------------------------------------------------------- | --- | --- | --- | --- | --- | -------------------------------------------------------------------------- |
| 1981 | Rockshow – In Concert. On Film. At Last. Thorn Emi Video (MPL) | DE56 b (1 Wo.)DE | AT2 b (3 Wo.)AT | CH2 b (7 Wo.)CH | UK3 b (8 Wo.)UK | — | Erstveröffentlichung: Oktober 1981                                         |
| 2001 | Wingspan: Hits and History Parlophone (EMI)                    | DE*DE | AT*AT | — | UK*UK | US* GoldUS | Erstveröffentlichung: 11. Mai 2001 Verkäufe: + 50.000; * siehe Kompilation |

grau schraffiert: keine Chartdaten aus diesem Jahr verfügbar

### Musikvideos
| Jahr | Titel                                | Regie                |
| ---- | ------------------------------------ | -------------------- |
| 1972 | Mary Had a Little Lamb (4 Versionen) | Nicholas Ferguson    |
| 1972 | Hi, Hi, Hi                           | Steven Turner        |
| 1972 | C Moon                               | Steven Turner        |
| 1973 | My Love                              | Mick Rock            |
| 1973 | Helen Wheels                         | Michael Lindsay-Hogg |
| 1974 | Mamunia                              | Jim Quick            |
| 1974 | Band on the Run                      | Michael Coulson      |
| 1974 | Junior’s Farm                        | David Litchfield     |
| 1976 | Silly Love Songs                     | Gordon Bennett       |
| 1977 | Mull of Kintyre (2 Versionen)        | Michael Lindsay-Hogg |
| 1978 | With a Little Luck                   | Michael Lindsay-Hogg |
| 1978 | I’ve Had Enough                      | Keef                 |
| 1978 | London Town                          | Michael Lindsay-Hogg |
| 1979 | Goodnight Tonight                    | Keef                 |
| 1979 | Old Siam, Sir                        | Keef                 |
| 1979 | Getting Closer                       | Keef                 |
| 1979 | Spin It On                           | Keef                 |
| 1979 | Arrow Through Me                     | Keef                 |
| 1979 | Again and Again and Again            | Keef                 |
| 1979 | Winter Rose/Love Awake               | Keef                 |
| 1979 | Baby’s Request                       | Keef                 |
| 1980 | Seaside Woman                        | Oscar Grillo         |
| 2024 | Soily                                | David Litchfield     |
| 2025 | Letting Go                           | Phil Mottram         |
| 2025 | Venus and Mars/Rock Show             | Phil Mottram         |

## Promoveröffentlichungen
| Jahr | Titel Album                                        | Anmerkungen                             |
| ---- | -------------------------------------------------- | --------------------------------------- |
| 1973 | Country Dreamer Red Rose Speedway (Deluxe Version) | Erstveröffentlichung: 12. November 1973 |

## Sonderveröffentlichungen

### Alben
| Jahr | Titel Musiklabel                         | Anmerkungen                                              |
| ---- | ---------------------------------------- | -------------------------------------------------------- |
| 1978 | A Super DJ Sampler Capitol Records (EMI) | Erstveröffentlichung: 1978 Veröffentlichung nur in Japan |
| 1981 | Paul McCartney und Wings Amiga (Amiga)   | Erstveröffentlichung: 1981 Veröffentlichung in der DDR   |

| Jahr | Titel Musiklabel                                            | Anmerkungen                                                                  |
| ---- | ----------------------------------------------------------- | ---------------------------------------------------------------------------- |
| 1974 | McGear Warner Music (WMG)                                   | Erstveröffentlichung: 24. September 1974 Interpretation: Mike McGear         |
| 1977 | Holly Days Capitol Records (EMI)                            | Erstveröffentlichung: 6. Mai 1977 Interpretation: Denny Laine                |
| 1980 | Japanese Tears Scratch Records (SRL)                        | Erstveröffentlichung: 6. Dezember 1980 Interpretation: Denny Laine           |
| 1981 | Concerts for the People of Kampuchea Atlantic Records (WMG) | Erstveröffentlichung: 30. März 1981 Interpretation: Verschiedene Interpreten |
| 1998 | Wide Prairie Parlophone (EMI)                               | Erstveröffentlichung: 26. Oktober 1998 Interpretation: Linda McCartney       |

### Lieder
| Jahr | Titel Soundtrack                          | Anmerkungen                             |
| ---- | ----------------------------------------- | --------------------------------------- |
| 1973 | Live and Let Die Leben und sterben lassen | Erstveröffentlichung: 27. Juni 1973     |
| 2007 | Live and Let Die Shrek der Dritte         | Erstveröffentlichung: 15. Mai 2007      |
| 2010 | Goodnight Tonight Kindsköpfe              | Erstveröffentlichung: 22. Juni 2010     |
| 2013 | Live and Let Die American Hustle          | Erstveröffentlichung: 24. Dezember 2013 |
| 2014 | Band on the Run Boyhood                   | Erstveröffentlichung: 8. Juli 2014      |
| 2014 | Let ’Em In Wild                           | Erstveröffentlichung: 10. November 2014 |
| 2015 | 1985 Gefühlt Mitte Zwanzig                | Erstveröffentlichung: 24. März 2015     |
| 2021 | Let Me Roll It Licorice Pizza             | Erstveröffentlichung: 26. November 2021 |

## Statistik

### Chartauswertung
Die folgenden Aufstellungen bieten eine Übersicht der Charterfolge von Wings in den Album-, Musik-, DVD- und Singlecharts. Es ist zu beachten, dass sich Videoalben in Deutschland auch in den Albumcharts platzieren, die Angaben aus den anderen Ländern entstammen aus eigenständigen Chartlisten.
|                     | DE     | AT    | CH    | UK     | US     |
| ------------------- | ------ | ----- | ----- | ------ | ------ |
| Nummer-eins-Alben   | DE—DE  | AT—AT | CH—CH | UK2UK  | US5US  |
| Top-10-Alben        | DE3DE  | AT2AT | CH—CH | UK10UK | US9US  |
| Alben in den Charts | DE12DE | AT6AT | CH4CH | UK11UK | US11US |

|                       | DE     | AT    | CH    | UK     | US     |
| --------------------- | ------ | ----- | ----- | ------ | ------ |
| Nummer-eins-Singles   | DE1DE  | AT1AT | CH1CH | UK1UK  | US5US  |
| Top-10-Singles        | DE2DE  | AT1AT | CH1CH | UK12UK | US13US |
| Singles in den Charts | DE13DE | AT2AT | CH2CH | UK21UK | US23US |

|                          | DE    | AT    | CH    | UK    | US    |
| ------------------------ | ----- | ----- | ----- | ----- | ----- |
| Nummer-eins-Videoalben   | DE—DE | AT—AT | CH—CH | UK—UK | US—US |
| Top-10-Videoalben        | DE—DE | AT1AT | CH1CH | UK1UK | US—US |
| Videoalben in den Charts | DE—DE | AT1AT | CH1CH | UK1UK | US—US |

### Auszeichnungen für Musikverkäufe
| Goldene Schallplatte - Australien - 1978: für die Single Mull of Kintyre - 2001: für das Album Wingspan: Hits and History - Belgien - 1978: für die Single Mull of Kintyre - Frankreich - 1977: für das Album Band on the Run - 1977: für das Album Wings at the Speed of Sound - 1978: für das Album London Town - Hongkong - 1979: für das Album Wings Greatest Hits - Kanada - 1976: für das Album Wildlife - 1979: für die Single Good Night Tonight - Neuseeland - 2001: für das Album Wingspan: Hits and History | Platin-Schallplatte - Kanada - 1976: für das Album Red Rose Speedway - 1976: für das Album Venus and Mars - 1977: für das Album Wings over America - 1979: für das Album Wings Greatest Hits - Neuseeland - 2021: für die Single Band on the Run - Niederlande - 1979: für das Album London Town 2× Platin-Schallplatte - Kanada - 1979: für das Album Back to the Egg - Neuseeland - 1979: für das Album Wings Greatest 4× Platin-Schallplatte - Neuseeland - 1978: für das Album Band on the Run |

Anmerkung: Auszeichnungen in Ländern aus den Charttabellen bzw. Chartboxen sind in ebendiesen zu finden.
| Land/RegionAuszeichnungen für Musikverkäufe (Land/Region, Auszeichnungen, Verkäufe, Quellen) | Silber     | Gold       | Platin       | Verkäufe   | Quellen                             |
| -------------------------------------------------------------------------------------------- | ---------- | ---------- | ------------ | ---------- | ----------------------------------- |
| Australien (ARIA)                                                                            | —          | 2× Gold2   | —            | 55.000     | worldradiohistory.com (PDF; 6,6 MB) |
| Belgien (BRMA)                                                                               | —          | Gold1      | —            | 100.000    | Einzelnachweise                     |
| Deutschland (BVMI)                                                                           | —          | 2× Gold2   | —            | 500.000    | musikindustrie.de                   |
| Frankreich (SNEP)                                                                            | —          | 3× Gold3   | —            | 300.000    | infodisc.fr                         |
| Hongkong (IFPI/HKRIA)                                                                        | —          | Gold1      | —            | 10.000     | ifpihk.org                          |
| Kanada (MC)                                                                                  | —          | 2× Gold2   | 6× Platin6   | 700.000    | musiccanada.com                     |
| Neuseeland (RMNZ)                                                                            | —          | —          | Platin1      | 30.000     | radioscope.co.nz                    |
| Niederlande (NVPI)                                                                           | —          | —          | Platin1      | 100.000    | nvpi.nl                             |
| Neuseeland (RMNZ)                                                                            | —          | Gold1      | 6× Platin6   | 127.500    | Einzelnachweise                     |
| Vereinigte Staaten (RIAA)                                                                    | —          | 11× Gold11 | 11× Platin11 | 24.132.000 | riaa.com                            |
| Vereinigtes Königreich (BPI)                                                                 | 4× Silber4 | 10× Gold10 | 5× Platin5   | 7.490.000  | bpi.co.uk, Einzelnachweise          |
| Insgesamt                                                                                    | 4× Silber4 | 33× Gold33 | 30× Platin30 |            |                                     |